# Danh sách chuyển nhượng bóng đá Anh đông 2015–16
Thị trường chuyển nhượng bóng đá Anh đông 2015–16 mở cửa vào ngày 1 tháng 1 và đóng lại vào ngày 1 tháng 2. Thêm vào đó, các cầu thủ tự do có thế ký hợp đồng vào bất cứ lúc nào, các câu lạc bộ có thể mượn cầu thủ bất cứ lúc nào, và câu lạc bộ có thể mua thủ môn trong trường hợp khẩn cấp. Danh sách này bao gồm chuyển nhượng của ít nhất một câu lạc bộ ở Premier League hay Football League Championship hoàn tất sau sự kết thúc của thị trường mùa hè 2015 và trước khi kết thúc thị trường mùa đông 2015–16. Thị trường chuyển nhượng mở cho tất cả các câu lạc bộ, khi thị trường chuyển nhượng đóng lại, không có chuyển nhượng nào có thể xảy ra. Ngày 1 tháng 2 năm 2016 là hạn cuối chuyển nhượng.

## Chuyển nhượng
Tất cả các câu lạc bộ không có lá cờ là của Anh. Ghi chú rằng trong khi Cardiff City, Swansea City and Newport County liên kết với Hiệp hội bóng đá Wales nên có lá cờ Wales, nhưng họ thi đấu ở Hệ thống các giải bóng đá ở Anh, và vì vậy chuyển nhượng của họ cũng nằm ở đây.
| Thời gian               | Cầu thủ                | Nơi đi                  | Nơi đến                 | Giá           |
| ----------------------- | ---------------------- | ----------------------- | ----------------------- | ------------- |
| 1 tháng 10 năm 2015     | John Swift             | Chelsea                 | Brentford               | Cho mượn      |
| 9 tháng 10 năm 2015     | Marco Amelia           | Tự do                   | Chelsea                 | Miễn phí      |
| 19 tháng 10 năm 2015    | Joe Cole               | Aston Villa             | Coventry City           | Cho mượn      |
| 26 tháng 10 năm 2015    | Luke Brattan           | Tự do                   | Manchester City         | Miễn phí      |
| 26 tháng 10 năm 2015    | Luke Brattan           | Manchester City         | Bolton Wanderers        | Cho mượn      |
| 29 tháng 10 năm 2015    | Janoi Donacien         | Aston Villa             | Newport County          | Cho mượn      |
| 19 tháng 11 năm 2015    | Ben Chilwell           | Leicester City          | Huddersfield Town       | Cho mượn      |
| 19 tháng 11 năm 2015    | Joe Dodoo              | Leicester City          | Bury                    | Cho mượn      |
| 19 tháng 11 năm 2015    | Joel Castro Pereira    | Manchester United       | Rochdale                | Cho mượn      |
| 23 tháng 11 năm 2015    | Jack Stacey            | Reading                 | Barnet                  | Cho mượn      |
| 23 tháng 11 năm 2015    | Tony Watt              | Charlton Athletic       | Cardiff City            | Cho mượn      |
| 24 tháng 11 năm 2015    | Doneil Henry           | West Ham United         | Blackburn Rovers        | Cho mượn      |
| 24 tháng 11 năm 2015    | Kieran O'Hara          | Manchester United       | Stockport County        | Cho mượn      |
| 24 tháng 11 năm 2015    | Martin Samuelsen       | West Ham United         | Peterborough United     | Cho mượn      |
| 25 tháng 11 năm 2015    | Kenny McEvoy           | Tottenham Hotspur       | York City               | Cho mượn      |
| 26 tháng 11 năm 2015    | Liam Bridcutt          | Sunderland              | Leeds United            | Cho mượn      |
| 26 tháng 11 năm 2015    | Michael Crowe          | Ipswich Town            | Stevenage               | Cho mượn      |
| 26 tháng 11 năm 2015    | Josh Emmanuel          | Ipswich Town            | Crawley Town            | Cho mượn      |
| 26 tháng 11 năm 2015    | Jordan Evans           | Fulham                  | Oxford United           | Cho mượn      |
| 26 tháng 11 năm 2015    | James Ferry            | Brentford               | Wycombe Wanderers       | Cho mượn      |
| 26 tháng 11 năm 2015    | Bradley Fewster        | Middlesbrough           | York City               | Cho mượn      |
| 26 tháng 11 năm 2015    | Anton Forrester        | Blackburn Rovers        | Morecambe               | Cho mượn      |
| 26 tháng 11 năm 2015    | Greg Halford           | Rotherham United        | Birmingham City         | Cho mượn      |
| 26 tháng 11 năm 2015    | Dominic Hyam           | Reading                 | Basingstoke Town        | Cho mượn      |
| 26 tháng 11 năm 2015    | Luke Hyam              | Ipswich Town            | Rotherham United        | Cho mượn      |
| 26 tháng 11 năm 2015    | Jordan Jones           | Middlesbrough           | Cambridge United        | Cho mượn      |
| 26 tháng 11 năm 2015    | Mark Kitching          | Middlesbrough           | York City               | Cho mượn      |
| 26 tháng 11 năm 2015    | Elliot Lee             | West Ham United         | Blackpool               | Cho mượn      |
| 26 tháng 11 năm 2015    | Jordan Lussey          | Bolton Wanderers        | York City               | Cho mượn      |
| 26 tháng 11 năm 2015    | Christian Maghoma      | Tottenham Hotspur       | Yeovil Town             | Cho mượn      |
| 26 tháng 11 năm 2015    | Chris Maguire          | Rotherham United        | Oxford United           | Cho mượn      |
| 26 tháng 11 năm 2015    | Oliver McBurnie        | Swansea City            | Newport County          | Cho mượn      |
| 26 tháng 11 năm 2015    | Andrija Novakovich     | Reading                 | Cheltenham Town         | Cho mượn      |
| 26 tháng 11 năm 2015    | Stefan O'Connor        | Arsenal                 | York City               | Cho mượn      |
| 26 tháng 11 năm 2015    | John O'Sullivan        | Blackburn Rovers        | Rochdale                | Cho mượn      |
| 26 tháng 11 năm 2015    | Jed Steer              | Aston Villa             | Huddersfield Town       | Cho mượn      |
| 26 tháng 11 năm 2015    | Jermaine Udumaga       | Brentford               | Wycombe Wanderers       | Cho mượn      |
| 26 tháng 11 năm 2015    | James Vaughan          | Huddersfield Town       | Birmingham City         | Cho mượn      |
| 26 tháng 11 năm 2015    | Rajiv van La Parra     | Wolverhampton Wanderers | Brighton & Hove Albion  | Cho mượn      |
| 26 tháng 11 năm 2015    | Elliott Ward           | Bournemouth             | Huddersfield Town       | Cho mượn      |
| 26 tháng 11 năm 2015    | James Wilson           | Manchester United       | Brighton & Hove Albion  | Cho mượn      |
| 27 tháng 11 năm 2015    | Simon Lenigham         | Tự do                   | Rotherham United        | Miễn phí      |
| 30 tháng 11 năm 2015[b] | Richie Towell          | Dundalk                 | Brighton & Hove Albion  | Không tiết lộ |
| 1 tháng 12 năm 2015     | Joshua Wallen          | Palm Beach              | Queens Park Rangers     | Miễn phí      |
| 5 tháng 12 năm 2015     | Ulises Dávila          | Chelsea                 | Santos Laguna           | Không tiết lộ |
| 18 tháng 12 năm 2015    | Luke Varney            | Tự do                   | Ipswich Town            | Miễn phí      |
| 24 tháng 12 năm 2015[a] | Matt Jarvis            | West Ham United         | Norwich City            | Không tiết lộ |
| 24 tháng 12 năm 2015[a] | Michał Żyro            | Legia Warsaw            | Wolverhampton Wanderers | Không tiết lộ |
| 30 tháng 12 năm 2015[a] | Liam Ridgewell         | Portland Timbers        | Brighton & Hove Albion  | Cho mượn      |
| 31 tháng 12 năm 2015    | Sam Johnstone          | Manchester United       | Preston North End       | Cho mượn      |
| 1 tháng 1 năm 2016      | Juan Iturbe            | Roma                    | Bournemouth             | Cho mượn      |
| 2 tháng 1 năm 2016      | Tahvon Campbell        | West Bromwich Albion    | Yeovil Town             | Cho mượn      |
| 2 tháng 1 năm 2016      | Paul Digby             | Barnsley                | Ipswich Town            | Cho mượn      |
| 2 tháng 1 năm 2016      | Matthew Foulds         | Bury                    | Everton                 | Không tiết lộ |
| 2 tháng 1 năm 2016      | Calaum Jahraldo-Martin | Hull City               | Leyton Orient           | Cho mượn      |
| 2 tháng 1 năm 2016      | Lewis Page             | West Ham United         | Cambridge United        | Cho mượn      |
| 2 tháng 1 năm 2016      | Murray Wallace         | Huddersfield Town       | Scunthorpe United       | Không tiết lộ |
| 2 tháng 1 năm 2016      | Rhys Williams          | Middlesbrough           | Charlton Athletic       | Cho mượn      |
| 2 tháng 1 năm 2016      | Lawrie Wilson          | Bolton Wanderers        | Peterborough United     | Cho mượn      |
| 3 tháng 1 năm 2016      | Randell Williams       | Tower Hamlets           | Crystal Palace          | Miễn phí      |
| 4 tháng 1 năm 2016      | Abdoul Camara          | Angers                  | Derby County            | £1.25m        |
| 4 tháng 1 năm 2016      | Demarai Gray           | Birmingham City         | Leicester City          | £3.7m         |
| 4 tháng 1 năm 2016      | Roger Johnson          | Tự do                   | Charlton Athletic       | Miễn phí      |
| 4 tháng 1 năm 2016      | Diego Poyet            | West Ham United         | Charlton Athletic       | Cho mượn      |
| 5 tháng 1 năm 2016      | Elliott Bennett        | Norwich City            | Blackburn Rovers        | Không tiết lộ |
| 5 tháng 1 năm 2016      | Darnell Furlong        | Queens Park Rangers     | Cambridge United        | Cho mượn      |
| 5 tháng 1 năm 2016      | Jack Grimmer           | Fulham                  | Shrewsbury Town         | Cho mượn      |
| 5 tháng 1 năm 2016      | Kenwyne Jones          | Cardiff City            | Al Jazira               | Cho mượn      |
| 5 tháng 1 năm 2016      | Kenny McEvoy           | Tottenham Hotspur       | York City               | Miễn phí      |
| 5 tháng 1 năm 2016      | Callum Robinson        | Aston Villa             | Preston North End       | Cho mượn      |
| 6 tháng 1 năm 2016      | Nick Blackman          | Reading                 | Derby County            | £2.5m         |
| 6 tháng 1 năm 2016      | Simon Dawkins          | Derby County            | San Jose Earthquakes    | Không tiết lộ |
| 6 tháng 1 năm 2016      | Marko Grujić           | Red Star Belgrade       | Liverpool               | £5.1m         |
| 6 tháng 1 năm 2016      | Marko Grujić           | Liverpool               | Red Star Belgrade       | Cho mượn      |
| 6 tháng 1 năm 2016      | Michael Harriman       | Queens Park Rangers     | Wycombe Wanderers       | Không tiết lộ |
| 6 tháng 1 năm 2016      | Conor Townsend         | Hull City               | Scunthorpe United       | Miễn phí      |
| 6 tháng 1 năm 2016      | Liam Walsh             | Everton                 | Yeovil Town             | Cho mượn      |
| 7 tháng 1 năm 2016      | Joe Cole               | Aston Villa             | Coventry City           | Miễn phí      |
| 7 tháng 1 năm 2016      | Ashley Fletcher        | Manchester United       | Barnsley                | Cho mượn      |
| 7 tháng 1 năm 2016      | Luke Hendrie           | Burnley                 | York City               | Cho mượn      |
| 7 tháng 1 năm 2016      | Jake Kean              | Norwich City            | Colchester United       | Cho mượn      |
| 7 tháng 1 năm 2016      | Jan Kirchhoff          | Bayern Munich           | Sunderland              | £1m           |
| 7 tháng 1 năm 2016      | Anthony Knockaert      | Standard Liège          | Brighton & Hove Albion  | Không tiết lộ |
| 7 tháng 1 năm 2016      | Ian Lawlor             | Manchester City         | Bury                    | Cho mượn      |
| 7 tháng 1 năm 2016      | Ollie Muldoon          | Charlton Athletic       | Dagenham & Redbridge    | Cho mượn      |
| 7 tháng 1 năm 2016      | Shani Tarashaj         | Grasshoppers            | Everton                 | Không tiết lộ |
| 7 tháng 1 năm 2016      | Shani Tarashaj         | Everton                 | Grasshoppers            | Cho mượn      |
| 7 tháng 1 năm 2016      | Wallace                | Chelsea                 | Grêmio                  | Cho mượn      |
| 8 tháng 1 năm 2016      | Aymen Belaïd           | Levski Sofia            | Rotherham United        | Miễn phí      |
| 8 tháng 1 năm 2016      | Alex Cairns            | Tự do                   | Rotherham United        | Miễn phí      |
| 8 tháng 1 năm 2016      | Mustapha Carayol       | Middlesbrough           | Leeds United            | Cho mượn      |
| 8 tháng 1 năm 2016      | Jake Forster-Caskey    | Brighton & Hove Albion  | Milton Keynes Dons      | Cho mượn      |
| 8 tháng 1 năm 2016      | Gary Gardner           | Aston Villa             | Nottingham Forest       | Cho mượn      |
| 8 tháng 1 năm 2016      | James Husband          | Middlesbrough           | Huddersfield Town       | Cho mượn      |
| 8 tháng 1 năm 2016      | Bojan Jokić            | Villarreal              | Nottingham Forest       | Cho mượn      |
| 8 tháng 1 năm 2016      | Darryl Lachman         | Sheffield Wednesday     | Cambuur                 | Cho mượn      |
| 8 tháng 1 năm 2016      | Ivo Pinto              | Dinamo Zagreb           | Norwich City            | Không tiết lộ |
| 8 tháng 1 năm 2016      | Jed Wallace            | Wolverhampton Wanderers | Millwall                | Cho mượn      |
| 8 tháng 1 năm 2016      | Joe Worrall            | Nottingham Forest       | Dagenham & Redbridge    | Cho mượn      |
| 9 tháng 1 năm 2016      | Joe Davis              | Leicester City          | Fleetwood Town          | Cho mượn      |
| 9 tháng 1 năm 2016      | Yanic Wildschut        | Middlesbrough           | Wigan Athletic          | Không tiết lộ |
| 10 tháng 1 năm 2016     | Benik Afobe            | Wolverhampton Wanderers | Bournemouth             | £10m          |
| 11 tháng 1 năm 2016     | Kyle Cameron           | Newcastle United        | York City               | Cho mượn      |
| 11 tháng 1 năm 2016     | Joe Davis              | Leicester City          | Fleetwood Town          | Không tiết lộ |
| 11 tháng 1 năm 2016     | Lewis Grabban          | Norwich City            | Bournemouth             | £7m           |
| 11 tháng 1 năm 2016     | Jack McKay             | Doncaster Rovers        | Leeds United            | Không tiết lộ |
| 11 tháng 1 năm 2016     | Paul McKay             | Doncaster Rovers        | Leeds United            | Không tiết lộ |
| 11 tháng 1 năm 2016     | Ben Pearson            | Manchester United       | Preston North End       | Không tiết lộ |
| 11 tháng 1 năm 2016     | Henri Saivet           | Bordeaux                | Newcastle United        | Không tiết lộ |
| 11 tháng 1 năm 2016     | Jayden Stockley        | Bournemouth             | Exeter City             | Cho mượn      |
| 12 tháng 1 năm 2016     | Steven Caulker         | Queens Park Rangers     | Liverpool               | Cho mượn      |
| 12 tháng 1 năm 2016     | Dean Henderson         | Manchester United       | Stockport County        | Cho mượn      |
| 12 tháng 1 năm 2016     | Ntumba Massanka        | Burnley                 | York City               | Cho mượn      |
| 12 tháng 1 năm 2016     | Richard O'Donnell      | Wigan Athletic          | Bristol City            | Cho mượn      |
| 12 tháng 1 năm 2016     | Kieran O'Hara          | Manchester United       | Morecambe               | Cho mượn      |
| 12 tháng 1 năm 2016     | Will Randall           | Swindon Town            | Wolverhampton Wanderers | Không tiết lộ |
| 12 tháng 1 năm 2016     | Jonjo Shelvey          | Swansea City            | Newcastle United        | £12m          |
| 13 tháng 1 năm 2016     | Jack Hunt              | Crystal Palace          | Sheffield Wednesday     | Không tiết lộ |
| 13 tháng 1 năm 2016     | Shilow Tracey          | Ebbsfleet United        | Tottenham Hotspur       | Không tiết lộ |
| 13 tháng 1 năm 2016     | Conor McGrandles       | Norwich City            | Falkirk                 | Cho mượn      |
| 13 tháng 1 năm 2016     | Jonathan Parr          | Ipswich Town            | Strømsgodset            | Miễn phí      |
| 14 tháng 1 năm 2016     | Hubert Adamczyk        | Chelsea                 | Cracovia                | Miễn phí      |
| 14 tháng 1 năm 2016     | Will Aimson            | Hull City               | Blackpool               | Không tiết lộ |
| 14 tháng 1 năm 2016     | Gaël Bigirimana        | Newcastle United        | Coventry City           | Cho mượn      |
| 14 tháng 1 năm 2016     | Josh Brownhill         | Preston North End       | Barnsley                | Cho mượn      |
| 14 tháng 1 năm 2016     | Mohamed Elneny         | Basel                   | Arsenal                 | Không tiết lộ |
| 14 tháng 1 năm 2016     | Harry Hickford         | Milton Keynes Dons      | Dagenham & Redbridge    | Cho mượn      |
| 14 tháng 1 năm 2016     | Dame N'Doye            | Trabzonspor             | Sunderland              | Cho mượn      |
| 14 tháng 1 năm 2016     | Sondre Tronstad        | Huddersfield Town       | Haugesund               | Không tiết lộ |
| 15 tháng 1 năm 2016     | Mason Bennett          | Derby County            | Burton Albion           | Cho mượn      |
| 15 tháng 1 năm 2016     | Will Buckley           | Sunderland              | Birmingham City         | Cho mượn      |
| 15 tháng 1 năm 2016     | Anthony Cáceres        | Central Coast Mariners  | Manchester City         | Không tiết lộ |
| 15 tháng 1 năm 2016     | Anthony Cáceres        | Manchester City         | Melbourne City          | Cho mượn      |
| 15 tháng 1 năm 2016     | Mitchell Beeney        | Chelsea                 | Newport County          | Cho mượn      |
| 15 tháng 1 năm 2016     | Matty Dixon            | Hull City               | York City               | Miễn phí      |
| 15 tháng 1 năm 2016     | Michael Doughty        | Queens Park Rangers     | Swindon Town            | Cho mượn      |
| 15 tháng 1 năm 2016     | Ben Godfrey            | York City               | Norwich City            | Không tiết lộ |
| 15 tháng 1 năm 2016     | Stephen Hendrie        | West Ham United         | Southend United         | Cho mượn      |
| 15 tháng 1 năm 2016     | Simeon Jackson         | Tự do                   | Blackburn Rovers        | Miễn phí      |
| 15 tháng 1 năm 2016     | John O'Sullivan        | Blackburn Rovers        | Bury                    | Cho mượn      |
| 15 tháng 1 năm 2016     | Alie Sesay             | Leicester City          | Barnet                  | Không tiết lộ |
| 15 tháng 1 năm 2016     | Kike Sola              | Athletic Bilbao         | Middlesbrough           | Cho mượn      |
| 16 tháng 1 năm 2016     | Karlan Ahearne-Grant   | Charlton Athletic       | Cambridge United        | Cho mượn      |
| 16 tháng 1 năm 2016     | Charlie Austin         | Queens Park Rangers     | Southampton             | £4m           |
| 16 tháng 1 năm 2016     | Jota                   | Brentford               | Eibar                   | Cho mượn      |
| 18 tháng 1 năm 2016     | Nordin Amrabat         | Málaga                  | Watford                 | Không tiết lộ |
| 18 tháng 1 năm 2016     | Liam Grimshaw          | Manchester United       | Preston North End       | Không tiết lộ |
| 18 tháng 1 năm 2016     | Timm Klose             | Wolfsburg               | Norwich City            | Không tiết lộ |
| 18 tháng 1 năm 2016     | Elliot Lee             | West Ham United         | Colchester United       | Cho mượn      |
| 19 tháng 1 năm 2016     | Joe Bennett            | Aston Villa             | Sheffield Wednesday     | Cho mượn      |
| 19 tháng 1 năm 2016     | George Evans           | Manchester City         | Reading                 | Không tiết lộ |
| 19 tháng 1 năm 2016     | Ben Gladwin            | Queens Park Rangers     | Bristol City            | Cho mượn      |
| 19 tháng 1 năm 2016     | Luke Maxwell           | Kidderminster Harriers  | Birmingham City         | £75,000       |
| 19 tháng 1 năm 2016     | Jeffrey Monakana       | Brighton & Hove Albion  | Voluntari               | Miễn phí      |
| 19 tháng 1 năm 2016     | Steven Naismith        | Everton                 | Norwich City            | £8.5m         |
| 19 tháng 1 năm 2016     | Costel Pantilimon      | Sunderland              | Watford                 | Không tiết lộ |
| 19 tháng 1 năm 2016     | Alex Pearce            | Derby County            | Bristol City            | Cho mượn      |
| 19 tháng 1 năm 2016     | Jorge Teixeira         | Standard Liège          | Charlton Athletic       | Không tiết lộ |
| 19 tháng 1 năm 2016     | Conor Washington       | Peterborough United     | Queens Park Rangers     | Không tiết lộ |
| 20 tháng 1 năm 2016     | Sam Byram              | Leeds United            | West Ham United         | Không tiết lộ |
| 20 tháng 1 năm 2016     | José Ángel Crespo      | Aston Villa             | Rayo Vallecano          | Cho mượn      |
| 20 tháng 1 năm 2016     | Danny Graham           | Sunderland              | Blackburn Rovers        | Cho mượn      |
| 20 tháng 1 năm 2016     | Yann Kermorgant        | Bournemouth             | Reading                 | Không tiết lộ |
| 20 tháng 1 năm 2016     | Andrej Kramarić        | Leicester City          | Hoffenheim              | Cho mượn      |
| 20 tháng 1 năm 2016     | Karim Matmour          | Tự do                   | Huddersfield Town       | Miễn phí      |
| 20 tháng 1 năm 2016     | Luke Thomas            | Cheltenham Town         | Derby County            | Không tiết lộ |
| 20 tháng 1 năm 2016     | Lewis Walker           | Ilkeston                | Derby County            | Không tiết lộ |
| 20 tháng 1 năm 2016     | Elliott Ward           | Bournemouth             | Blackburn Rovers        | Không tiết lộ |
| 21 tháng 1 năm 2016     | Luciano Becchio        | Tự do                   | Rotherham United        | Miễn phí      |
| 21 tháng 1 năm 2016     | Brandon Comley         | Queens Park Rangers     | Carlisle United         | Cho mượn      |
| 21 tháng 1 năm 2016     | Papy Djilobodji        | Chelsea                 | Werder Bremen           | Cho mượn      |
| 21 tháng 1 năm 2016     | Lynden Gooch           | Sunderland              | Doncaster Rovers        | Cho mượn      |
| 21 tháng 1 năm 2016     | Uche Ikpeazu           | Watford                 | Blackpool               | Cho mượn      |
| 21 tháng 1 năm 2016     | Alex Kiwomya           | Chelsea                 | Fleetwood Town          | Cho mượn      |
| 21 tháng 1 năm 2016     | Sam McQueen            | Southampton             | Southend United         | Cho mượn      |
| 21 tháng 1 năm 2016     | Harry Toffolo          | Norwich City            | Peterborough United     | Cho mượn      |
| 21 tháng 1 năm 2016     | Adil Nabi              | West Bromwich Albion    | Peterborough United     | Không tiết lộ |
| 21 tháng 1 năm 2016     | Lex Immers             | Feyenoord               | Cardiff City            | Cho mượn      |
| 22 tháng 1 năm 2016     | Mauro Zárate           | West Ham United         | Fiorentina              | £3m           |
| 22 tháng 1 năm 2016     | Shaq Coulthirst        | Tottenham Hotspur       | Peterborough United     | Không tiết lộ |
| 22 tháng 1 năm 2016     | Gary Hooper            | Norwich City            | Sheffield Wednesday     | Không tiết lộ |
| 22 tháng 1 năm 2016     | Kevin Foley            | Tự do                   | Ipswich Town            | Miễn phí      |
| 22 tháng 1 năm 2016     | Luke Wilkinson         | Ipwich Town             | Luton Town              | Không tiết lộ |
| 22 tháng 1 năm 2016     | Chris Burke            | Nottingham Forest       | Rotherham United        | Cho mượn      |
| 22 tháng 1 năm 2016     | Jonny Williams         | Crystal Palace          | Milton Keynes Dons      | Cho mượn      |
| 22 tháng 1 năm 2016     | Daniel Amartey         | Copenhagen              | Leicester City          | £5m           |
| 22 tháng 1 năm 2016     | Steve Harper           | Tự do                   | Sunderland              | Miễn phí      |
| 23 tháng 1 năm 2016     | Paris Cowan-Hall       | Millwall                | Wycombe Wanderers       | Cho mượn      |
| 23 tháng 1 năm 2016     | Sean Kavanagh          | Fulham                  | Mansfield Town          | Cho mượn      |
| 23 tháng 1 năm 2016     | Anders Lindegaard      | West Bromwich Albion    | Preston North End       | Cho mượn      |
| 23 tháng 1 năm 2016     | Deimantas Petravičius  | Nottingham Forest       | Stevenage               | Cho mượn      |
| 23 tháng 1 năm 2016     | Offrande Zanzala       | Derby County            | Stevenage               | Cho mượn      |
| 24 tháng 1 năm 2016     | Víctor Valdés          | Manchester United       | Standard Liège          | Cho mượn      |
| 25 tháng 1 năm 2016     | Steve Sidwell          | Stoke City              | Brighton & Hove Albion  | Cho mượn      |
| 25 tháng 1 năm 2016     | Matthew Kennedy        | Cardiff City            | Port Vale               | Cho mượn      |
| 25 tháng 1 năm 2016     | Eddy Lecygne           | Stoke City              | Doncaster Rovers        | Cho mượn      |
| 25 tháng 1 năm 2016     | Toumani Diagouraga     | Brentford               | Leeds United            | Không tiết lộ |
| 25 tháng 1 năm 2016     | Jake Taylor            | Reading                 | Exeter City             | Miễn phí      |
| 26 tháng 1 năm 2016     | Emmanuel Adebayor      | Tự do                   | Crystal Palace          | Miễn phí      |
| 26 tháng 1 năm 2016     | Christian Atsu         | Chelsea                 | Málaga                  | Cho mượn      |
| 26 tháng 1 năm 2016     | Shane Ferguson         | Newcastle United        | Millwall                | Không tiết lộ |
| 26 tháng 1 năm 2016     | Anthony Gerrard        | Shrewsbury Town         | Oldham Athletic         | Miễn phí      |
| 26 tháng 1 năm 2016     | Marcus Olsson          | Blackburn Rovers        | Derby County            | Không tiết lộ |
| 26 tháng 1 năm 2016     | Paul Robinson          | Tự do                   | Burnley                 | Miễn phí      |
| 26 tháng 1 năm 2016     | Orlando Sá             | Reading                 | Maccabi Tel Aviv        | Không tiết lộ |
| 26 tháng 1 năm 2016     | Adam Taggart           | Fulham                  | Perth Glory             | Không tiết lộ |
| 27 tháng 1 năm 2016     | Henrik Bjørdal         | Aalesund                | Brighton & Hove Albion  | Không tiết lộ |
| 27 tháng 1 năm 2016     | Adam Chicksen          | Brighton & Hove Albion  | Gillingham              | Cho mượn      |
| 27 tháng 1 năm 2016     | Diego Fabbrini         | Watford                 | Birmingham City         | £1.5m         |
| 27 tháng 1 năm 2016     | Jonjoe Kenny           | Everton                 | Oxford United           | Cho mượn      |
| 27 tháng 1 năm 2016     | Lamine Koné            | Lorient                 | Sunderland              | Không tiết lộ |
| 27 tháng 1 năm 2016     | Shane Lowry            | Birmingham City         | Perth Glory             | Miễn phí      |
| 27 tháng 1 năm 2016     | Ramires                | Chelsea                 | Jiangsu Suning          | £25m          |
| 27 tháng 1 năm 2016     | Andrew Shinnie         | Birmingham City         | Rotherham United        | Cho mượn      |
| 27 tháng 1 năm 2016     | Lee Tomlin             | Bournemouth             | Bristol City            | Cho mượn      |
| 27 tháng 1 năm 2016     | Andros Townsend        | Tottenham Hotspur       | Newcastle United        | Không tiết lộ |
| 28 tháng 1 năm 2016     | Scott Golbourne        | Wolverhampton Wanderers | Bristol Rovers          | Không tiết lộ |
| 28 tháng 1 năm 2016     | Joe Pigott             | Charlton Athletic       | Luton Town              | Cho mượn      |
| 28 tháng 1 năm 2016     | Luke Prosser           | Southend United         | Northampton Town        | Cho mượn      |
| 28 tháng 1 năm 2016     | Bryn Morris            | Middlesbrough           | Walsall                 | Cho mượn      |
| 28 tháng 1 năm 2016     | Sebastián Coates       | Sunderland              | Sporting Lisbon         | Cho mượn      |
| 28 tháng 1 năm 2016     | Gerhard Tremmel        | Swansea City            | Werder Bremen           | Cho mượn      |
| 28 tháng 1 năm 2016     | James Ferry            | Brentford               | Welling United          | Cho mượn      |
| 28 tháng 1 năm 2016     | Giedrius Arlauskis     | Watford                 | Espanyol                | Cho mượn      |
| 28 tháng 1 năm 2016     | Deniss Rakels          | Cracovia                | Reading                 | Không tiết lộ |
| 29 tháng 1 năm 2016     | Daniel Iversen         | Esbjerg fB              | Leicester City          | Không tiết lộ |
| 29 tháng 1 năm 2016     | Harry Panayiotou       | Leicester City          | Raith Rovers            | Cho mượn      |
| 29 tháng 1 năm 2016     | Mike Williamson        | Newcastle United        | Wolverhampton Wanderers | Không tiết lộ |
| 29 tháng 1 năm 2016     | Wes Thomas             | Birmingham City         | Bradford City           | Cho mượn      |
| 29 tháng 1 năm 2016     | Tony Watt              | Charlton Athletic       | Blackburn Rovers        | Cho mượn      |
| 29 tháng 1 năm 2016     | Alberto Paloschi       | Chievo Verona           | Swansea City            | Không tiết lộ |
| 29 tháng 1 năm 2016     | Alexandre Pato         | Corinthians             | Chelsea                 | Cho mượn      |
| 29 tháng 1 năm 2016     | Charly Musonda         | Chelsea                 | Real Betis              | Cho mượn      |
| 29 tháng 1 năm 2016     | Ľubomír Šatka          | Newcastle United        | York City               | Cho mượn      |
| 29 tháng 1 năm 2016     | Lee Cox                | Plymouth Argyle         | Stevenage               | Miễn phí      |
| 29 tháng 1 năm 2016     | Sandro                 | Queens Park Rangers     | West Bromwich Albion    | Cho mượn      |
| 30 tháng 1 năm 2016     | Mario Suárez           | Fiorentina              | Watford                 | Không tiết lộ |
| 30 tháng 1 năm 2016     | Patrick Bamford        | Chelsea                 | Norwich City            | Cho mượn      |
| 30 tháng 1 năm 2016     | Matt Miazga            | New York Red Bulls      | Chelsea                 | Không tiết lộ |
| 30 tháng 1 năm 2016     | Wahbi Khazri           | Bordeaux                | Sunderland              | Không tiết lộ |
| 31 tháng 1 năm 2016     | Florian Thauvin        | Newcastle United        | Marseille               | Cho mượn      |
| 31 tháng 1 năm 2016     | Emmanuel Emenike       | Fenerbahçe              | West Ham United         | Cho mượn      |
| 1 tháng 2 năm 2016      | Aiden McGeady          | Everton                 | Sheffield Wednesday     | Cho mượn      |
| 1 tháng 2 năm 2016      | Mathieu Debuchy        | Arsenal                 | Bordeaux                | Cho mượn      |
| 1 tháng 2 năm 2016      | Steven Fletcher        | Sunderland              | Marseille               | Cho mượn      |
| 1 tháng 2 năm 2016      | Éder                   | Swansea City            | Lille                   | Cho mượn      |
| 1 tháng 2 năm 2016      | Gianelli Imbula        | Porto                   | Stoke City              | £18.3m        |
| 1 tháng 2 năm 2016      | Marco van Ginkel       | Chelsea                 | PSV Eindhoven           | Cho mượn      |
| 1 tháng 2 năm 2016      | Yaya Sanogo            | Arsenal                 | Charlton Athletic       | Cho mượn      |
| 1 tháng 2 năm 2016      | Leroy Fer              | Queens Park Rangers     | Swansea City            | Cho mượn      |
| 1 tháng 2 năm 2016      | Patrick Roberts        | Manchester City         | Celtic                  | Cho mượn      |
| 1 tháng 2 năm 2016      | Federico Fazio         | Tottenham Hotspur       | Sevilla                 | Cho mượn      |
| 1 tháng 2 năm 2016      | Seydou Doumbia         | Roma                    | Newcastle United        | Cho mượn      |
| 1 tháng 2 năm 2016      | Alex Pritchard         | Tottenham Hotspur       | West Bromwich Albion    | Cho mượn      |
| 1 tháng 2 năm 2016      | Rhoys Wiggins          | Sheffield Wednesday     | Bournemouth             | Không tiết lộ |
| 1 tháng 2 năm 2016      | Abdoulaye Doucouré     | Stade Rennais           | Watford                 | £8m           |
| 1 tháng 2 năm 2016      | Abdoulaye Doucouré     | Watford                 | Granada                 | Cho mượn      |
| 1 tháng 2 năm 2016      | Adalberto Peñaranda    | Udinese                 | Watford                 | Không tiết lộ |
| 1 tháng 2 năm 2016      | Adalberto Peñaranda    | Watford                 | Granada                 | Cho mượn      |
| 1 tháng 2 năm 2016      | Oumar Niasse           | Lokomotiv Moscow        | Everton                 | £13.5m        |
| 1 tháng 2 năm 2016      | Jordan Rhodes          | Blackburn Rovers        | Middlesbrough           | £9m           |
| 1 tháng 2 năm 2016      | James Maddison         | Coventry City           | Norwich City            | Không tiết lộ |
| 1 tháng 2 năm 2016      | Nick Powell            | Manchester United       | Hull City               | Cho mượn      |
| 1 tháng 2 năm 2016      | Milos Veljkovic        | Tottenham Hotspur       | Werder Bremen           | £500,000      |
| 1 tháng 2 năm 2016      | Ritchie De Laet        | Leicester City          | Middlesbrough           | Cho mượn      |
| 1 tháng 2 năm 2016      | Julien De Sart         | Standard Liège          | Middlesbrough           | Không tiết lộ |

a  Cầu thủ chính thức gia nhập câu lạc bộ ngày 2 tháng 1 năm 2016.

b  Chuyển nhượng hoàn tất vào tháng 1 năm 2016.